# Northome, Minnesota
Northome là một thành phố thuộc quận Koochiching, tiểu bang Minnesota, Hoa Kỳ. Năm 2010, dân số của thành phố này là 200 người.

## Dân số
- Dân số năm 2000: 230 người.
- Dân số năm 2010: 200 người.